# International Union for Quaternary Research
Die International Union for Quaternary Research (dt. Internationale Quartärvereinigung, INQUA) ist eine interdisziplinäre Wissenschaftsorganisation, die sich der Erforschung des erdgeschichtlichen Zeitalters des Quartärs (Geologie), der jüngsten 2,6 Millionen Jahre, widmet.
Hauptanliegen der INQUA ist es, die Verständigung und internationale Zusammenarbeit zu Grundlagen und angewandten Aspekten der Quartärforschung zu fördern.
Die INQUA wurde 1928 in Kopenhagen auf Initiative von Victor Madsen gegründet, dem Leiter der dänischen geologischen Landesaufnahme. Aus Deutschland waren an der Gründung unter anderem Paul Woldstedt und Rudolf Grahmann beteiligt und aus Österreich Gustav Götzinger. 1933 wurde auf dem 16. Internationalen Geologenkongress in Washington, D.C. die Erweiterung der INQUA über Europa hinaus beschlossen und auf dem 3. INQUA Kongress 1936 in Wien waren erstmals Wissenschaftler aus den USA dabei.
Die INQUA hatte 2015 mehr als 50 nationale und regionale Mitgliedsvereinigungen aus 35 Nationen. Sie ist Mitglied im Internationalen Wissenschaftsrat. Die deutsche Sektion der INQUA ist die Deutsche Quartärvereinigung (DEUQUA).
Offizielle Fachzeitschrift der INQUA ist Quaternary International. Die INQUA Tagungen finden alle vier Jahre statt, zum Beispiel der 17. Kongress 2007 in Cairns.